# Ryan Anderson (wielrenner)
Ryan Anderson (Spruce Grove, 22 juli 1987) is een voormalig Canadees wielrenner die onder meer reed voor Direct Énergie. In 2013 werd hij derde in het eindklassement van de UCI America Tour, achter de Colombianen Janier Acevedo en Óscar Sánchez.

## Overwinningen
2013
Beste Canadees Ronde van Alberta
2014
Beste Canadees Ronde van Alberta
2015
2e etappe Trofeú do Guadiana
Puntenklassement Trofeú do Guadiana

## Resultaten in voornaamste wedstrijden
| Jaar | Ronde van Italië | Ronde van Frankrijk | Ronde van Spanje |
| ---- | ---------------- | ------------------- | ---------------- |
| 2014 |                  |                     |                  |
| 2015 |                  |                     |                  |
| 2016 |                  |                     | 136e             |
| 2018 |                  |                     |                  |
| 2019 |                  |                     |                  |

| Jaar | Ronde van Vlaanderen | Parijs-Roubaix | Amstel Gold Race | Waalse Pijl |  | WK op de weg |
| ---- | -------------------- | -------------- | ---------------- | ----------- |  | ------------ |
| 2014 |                      |                |                  |             |  | opgave       |
| 2015 |                      |                |                  |             |  | 93e          |
| 2016 | 109e                 | buit.tijd      | opgave           |             |  | opgave       |
| 2018 |                      |                |                  |             |  |              |
| 2019 |                      |                |                  | 95e         |  |              |

## Ploegen
- 2008 –  Symmetrics Cycling Team
- 2009 –  Kelly Benefit Strategies
- 2010 –  Kelly Benefit Strategies
- 2011 –  Team SpiderTech powered by C10
- 2012 –  SpiderTech powered by C10
- 2013 –  Champion System Pro Cycling Team (tot 10-6)
- 2013 –  Optum p/b Kelly Benefit Strategies (vanaf 11-6)
- 2014 –  Optum p/b Kelly Benefit Strategies
- 2015 –  Optum p/b Kelly Benefit Strategies
- 2016 –  Direct Énergie
- 2017 –  Direct Énergie
- 2018 –  Rally Cycling
- 2019 –  Rally UHC Cycling
- 2020 –  Rally Cycling

Anderson · Batty · Bell · Boily · Boivin · Euser · Gilbert · Houle · Lacombe · Lambert-Lemay · Langlois · de Luna · McCarty · Parisien · Randell · Roth · Routley · Tuft · Vives
Anderson · Bell · Boily · Boivin · Euser · Fairly · Gilbert · Houle · Künzli · Lacombe · Lambert-Lemay · de Luna · McCarty · Parisien · Roth · Routley · Selander · Vandborg · Vives · Duchesne (stagiair)
Anderson · Avery · Bell · Beyer · Brammeier · Butler · Feng · Friedemann · Gazvoda · Jang · Jiang · Jiao · Lewis · Liu · Nishizono · Ojavee · Othman · Roth · Schnaidt · Tang · Traksel · Wu · Xu · Brenes (stagiair) · Cheung (stagiair) · Smith (stagiair)
Anderson · Boudat · Calmejane · Cardis · Chavanel · Coquard · Cornu · Duchesne · Gène · Grellier · Guillemois · Hurel · Jeandesboz · Morice · Nauleau · Petit · Pichot · Quéméneur · Sicard · Thévenot · Tulik · Voeckler · Gaillard (stagiair) · Ourselin (stagiair) · Sellier (stagiair)
Anderson · Boudat · Calmejane · Cardis · Chavanel · Coquard · Cornu · Duchesne · Gène · Grellier · Guillemois · Hivert · Hurel · Jeandesboz · Morice · Nauleau · Ourselin · Petit · Pichot · Quéméneur · Sicard · Tulik · Voeckler · Burgaudeau (stagiair) · Maitre (stagiair) · Orceau (stagiair)
Anderson · Anthony · Britton · Carpenter · Dal-Cin · de Vos · Ellsay · Huff · Huffman · Joyce · Magner · McNulty · Murphy · Oronte · Pate · Young